# Gà tây đen

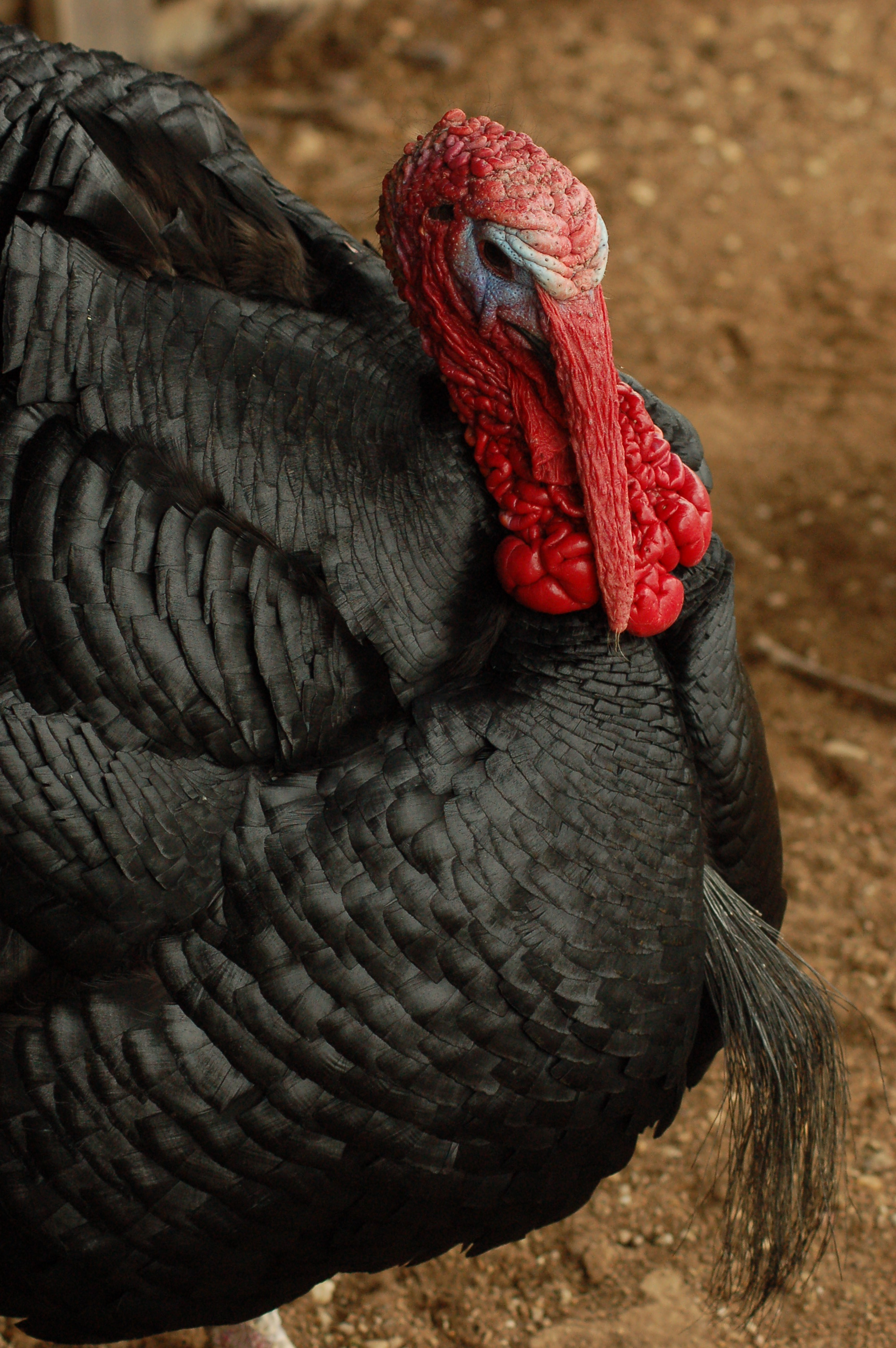
Một con gà tây đen

Gà tây đen hay gà tây đen Tây Ban Nha hay gà tây đen Norfolk Black là một giống gà tây nhà được phát triển ở châu Âu khi những cuộc chinh phạt châu Mỹ của người Tây Ban Nha thành công, họ đã đưa giống gà này về châu Âu và đưa lên Bắc Mỹ.

## Đặc điểm
Người ta gọi chúng là gà tây đen vì trên thân chúng có sắc lông màu đen nhiều hơn sắc lông trắng. Lông trắng chỉ điểm xuyến ở rìa cánh và rìa đuôi. Gà tây đen thường được nhiều nơi chọn nuôi do chúng có khối lượng cơ thể lớn, con trống có thể nặng đến 12 kg, và mái cũng cân nặng 7–8 kg. Giống gà tây lông đen đang nuôi tại một số nước do đã lai tạp nên sức nặng của gà tây trống chỉ khoảng 7–8 kg và gà mái khoảng 3,5 kg.
Giống gà tây đen có sức đề kháng mạnh hơn những giống gà tây nuôi khác, nhất là giống trắng, nên dễ nuôi hơn, tỷ lệ nuôi sống cao hơn so với vài giống khác trong giai đoạn gà con nhỏ tháng tuổi. Sản lượng trứng trong mùa đạt từ 60 đến 70 trứng. Trứng có màu trắng ngày điểm nâu nhạt. Giống này siêng ấp và nuôi con giỏi nên được nhiều người chọn nuôi.
Gà Tây của Việt Nam thường có màu lông đen tím một số ít có màu lông hoa mơ. Đầu trụi được phủ một lớp da sần sùi và mềm, mỏ to vừa phải, có màng chun và yếm phát triển, đặc biệt con trống có lông đuôi và cánh dài xòe, bị pha tạp khác nhau, năng suất thịt trứng đều thấp so với giống của nước ngoài. Gà có bản năng đòi ấp cao. Khối lượng cơ thể ở tuổi trưởng thành của con mái là 3,0-5,0 kg, của con trống 6,0-7,0 kg. Sản lượng trứng 80-90 quả/mái/năm. Khối lượng trứng bình quân 60–70 gam. Tuổi đẻ trứng đầu tiên 220-240 ngày. Tỉ lệ ấp nở đạt 60-70%. Trứng có vỏ màu trắng đục, hay xanh nhạt và có các đốm đen.